# Krakowiec (Gdańsk)

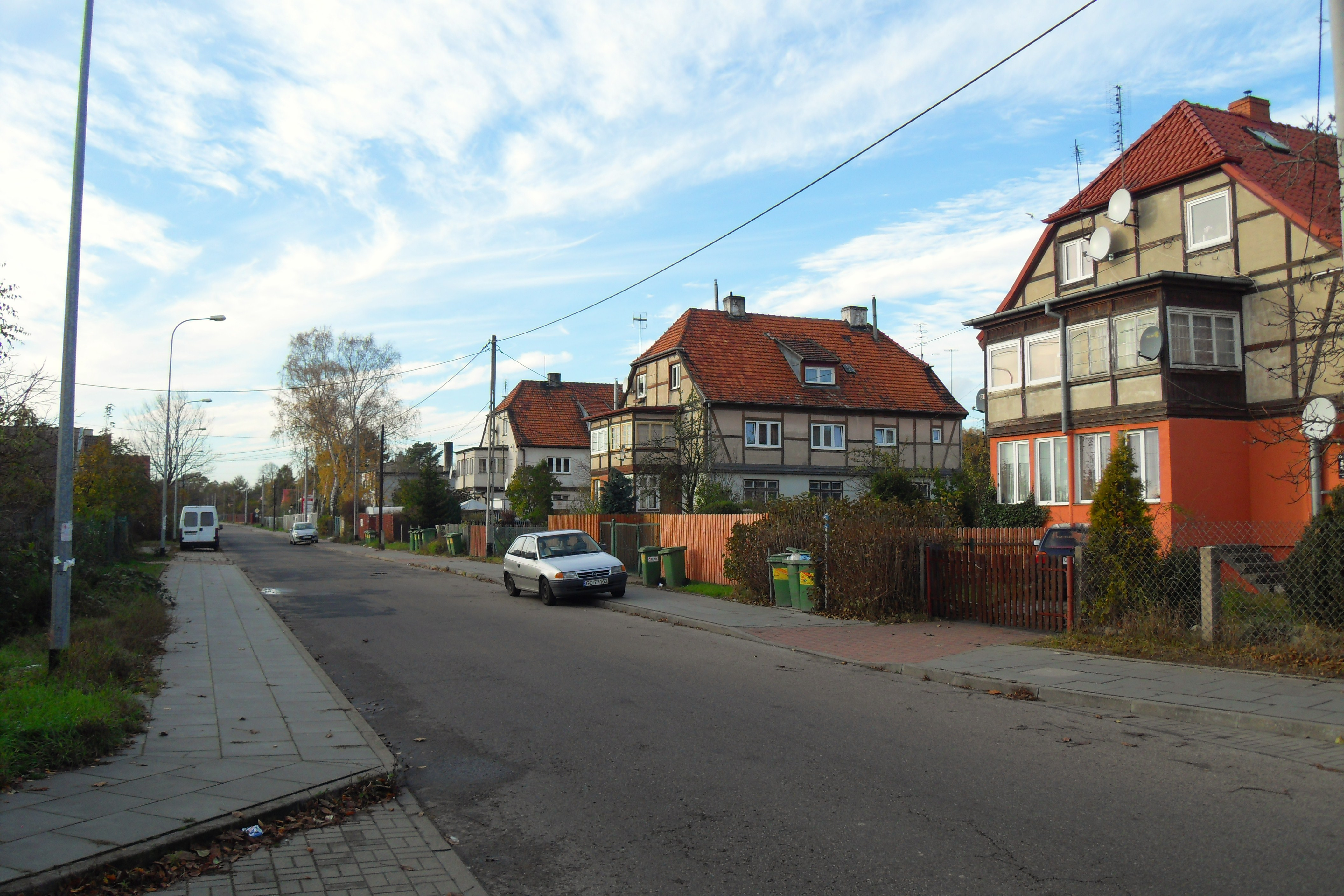
Krakowiec

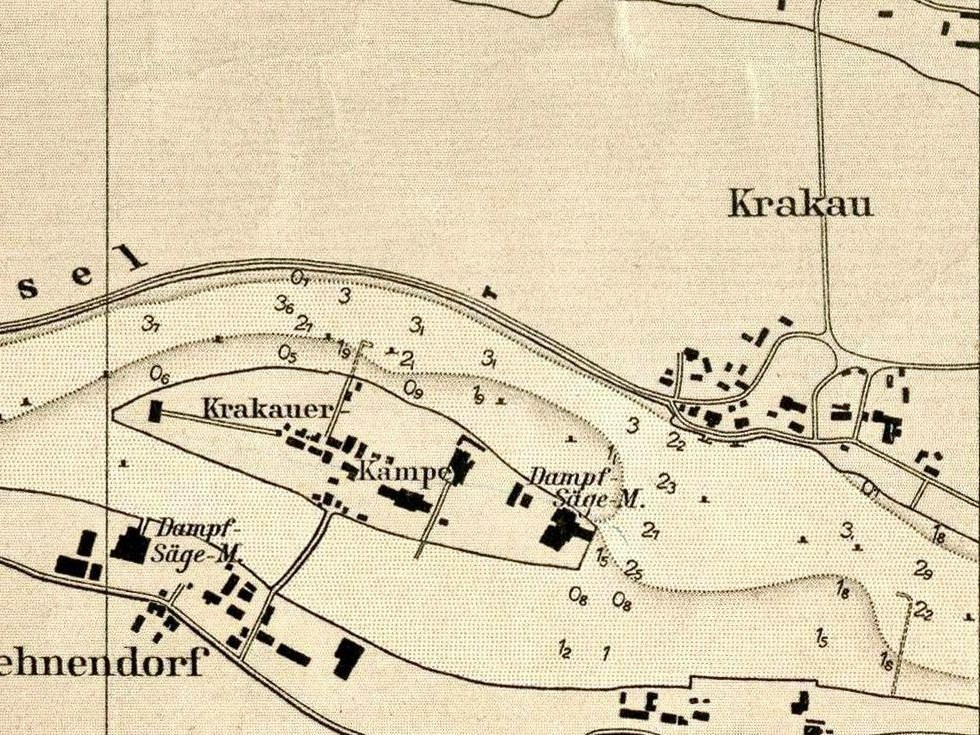
Krakowiec i wysepka Krakowiecka Kępa na Martwej Wiśle, na mapie z 1909

Krakowiec (dawniej: Krokowo, niem. Krakau) – osiedle w Gdańsku, w dzielnicy Krakowiec-Górki Zachodnie, na Wyspie Portowej.
Połączenie z centrum Gdańska umożliwiają autobusy komunikacji miejskiej nr 111 oraz N8.

## Historia
Dawne nazwy: Krakau (1650, 1938), Krokowo (1938).
Krakowiec był wsią rolniczo - rybacką. Został przyłączony w granice administracyjne miasta 1 kwietnia 1914. Na Martwej Wiśle, naprzeciwko Krakowca, znajdowała się nieistniejąca już wysepka, zwana Krakowiecką Kępą, a wcześniej Krokowską Kępą (niem. Krakauer Kämpe).
Znaczna część dzielnicy przy ulicy Kępnej zajmowana jest przez powstały w latach 30. XX wieku cmentarz "Krakowiec" (o powierzchni 0,96 ha), założony jako cmentarz ewangelicki, po II wojnie światowej zmieniony w katolicki. 6 września 1937 położono kamień węgielny pod budowę ewangelickiej kaplicy cmentarnej; budowa została ukończona w 1938. Po II wojnie światowej kaplica została przekształcona w kościół katolicki, obecny kościół Najświętszego Imienia Maryi.
W latach 1959–1960 wybudowano Szkołę Podstawową nr 62 (od 4 czerwca 1994 im. Arendta Dickmana), którą wiosną 1961 obsadzono ok. 600 drzewami i krzewami (graby, buki, śliwy, brzozy), a w 1969 poddano remontowi kapitalnemu. W latach 1966–2001 kierownikiem, a następnie dyrektorem szkoły był Henryk Świeca. W 1991 powstało XVI LO.
Wschodni obszar osiedla został zdegradowany krajobrazowo przez powstałą tu w latach 70. XX w. bazę paliwową PERN.